# Saint-Pierre-Bénouville
 Saint-Pierre-Bénouville  es una población y comuna francesa, en la región de Normandía, departamento de Sena Marítimo, en el distrito de Dieppe y cantón de Tôtes.

## Demografía
| 315 | 309 | 284 | 336 | 337 | 326 |
| Para los censos de 1962 a 1999 la población legal corresponde a la población sin duplicidades (Fuente: INSEE [Consultar]) |     |     |     |     |     |